# Воттсбург (Пенсільванія)
Воттсбург (англ. Wattsburg) — місто (англ. borough) в США, в окрузі Ері штату Пенсільванія. Населення — 353 особи (2020).

## Географія
Воттсбург розташований за координатами 42°0′10″ пн. ш. 79°48′17″ зх. д. / 42.00278° пн. ш. 79.80472° зх. д. (42.002732, -79.804783).  За даними Бюро перепису населення США в 2010 році місто мало площу 0,80 км², з яких 0,77 км² — суходіл та 0,03 км² — водойми.

## Демографія
Згідно з переписом 2010 року, у селищі мешкали 403 особи в 154 домогосподарствах у складі 110 родин. Густота населення становила 503 особи/км².  Було 178 помешкань (222/км²).
Расовий склад населення:
| - 99,3 % — білих - 0,2 % — чорних або афроамериканців |

До двох чи більше рас належало 0,5 %. Частка іспаномовних становила 1,5 % від усіх жителів.
За віковим діапазоном населення розподілялося таким чином: 27,3 % — особи молодші 18 років, 62,5 % — особи у віці 18—64 років, 10,2 % — особи у віці 65 років та старші. Медіана віку мешканця становила 34,1 року. На 100 осіб жіночої статі у селищі припадало 108,8 чоловіків;  на 100 жінок у віці від 18 років та старших — 95,3 чоловіків також старших 18 років.
Середній дохід на одне домашнє господарство  становив 52 103 долари США (медіана — 43 571), а середній дохід на одну сім'ю — 55 044 долари (медіана — 43 393). За межею бідності перебувало 8,9 % осіб, у тому числі 11,1 % дітей у віці до 18 років та 2,0 % осіб у віці 65 років та старших.
Цивільне працевлаштоване населення становило 217 осіб. Основні галузі зайнятості: виробництво — 24,0 %, освіта, охорона здоров'я та соціальна допомога — 17,5 %, науковці, спеціалісти, менеджери — 13,4 %.